# Вангови
Вангови (Vangidae) са семейство средноголеми птици от разред Врабчоподобни (Passeriformes).
Разпространени са в Африка и Азия, като в резултат на молекулярни филогенни изследвания обхватът на семейството е разширен, включвайки родове, причислявани в миналото към други семейства. Еволюцията на ванговите е пример за адаптивна радиация, при която различните форми се адаптират към различни екологични условия.

## Родове
Семейство Vangidae – Вангови
- Artamella
- Bias
- Calicalicus
- Cyanolanius – Сини ванги
- Euryceros – Шлемоноси ванги
- Falculea – Сърпоклюни ванги
- Hemipus
- Hypositta
- Leptopterus – Чабертови ванги
- Megabyas
- Mystacornis
- Newtonia
- Oriolia
- Philentoma
- Prionops
- Pseudobias
- Schetba
- Tephrodornis
- Tylas
- Vanga – Ванги
- Xenopirostris